# Кеті Гокул
Кетлін Кортні Гокул (англ. Kathleen Courtney Hochul [ˈhoʊkəl]; нар. 27 серпня 1958, Баффало, штат Нью-Йорк, США) — американська політична діячка, член Демократичної партії США. Віцегубернатор штату Нью-Йорк (2015—2021). Перша жінка — губернатор штату Нью-Йорк (з 2021).

## Біографія

### Освіта
Кетлін Кортні народилася в Баффало, друга з шести дітей у робочій ірландській родині. Вивчала політологію у Сіракузькому університеті, у цей період зустрілася зі своїм майбутнім чоловіком Біллом Гокулом (згодом — федеральним прокурором у Баффало), отримала ступінь доктора юриспруденції в школі права Колумба Католицького університету Америки.

### Політична кар'єра
Працювала помічницею конгресмена Джона Лафальса, пізніше — сенатора Деніела Мойнігана. У другій половині 1980-х років призупинила кар'єру для виховання двох дітей, потім у віці 35 років була обрана до міської ради Гамбурга в штаті Нью-Йорк і пропрацювала там 14 років, а пізніше працювала службовицею в адміністрації округу Ері.
1998 року депутат Асамблеї штату Нью-Йорк афроамериканка Крістал Піплз-Стоукс номінувала свою кандидатуру в переважно білому Гамбурзі на виборах до Палати представників США і, за її словами, однією з небагатьох депутатів міської ради, які підтримали виборчу кампанію, стала Кеті Гокул. Під час роботи в адміністрації округу Ері, розташованому на канадському кордоні, Гокул критикували, оскільки та допускала видачу водійських ліцензій іммігрантам без документів, не вимагаючи пред'явлення карти соціального страхування (вона також публічно обстоювала надання громадянства всім постійним жителям США).
24 травня 2011 року Гокул перемогла на додаткових виборах до Палати представників США від 26-го округу Нью-Йорку, призначених після скандальної відставки республіканця Кріса Лі, який розміщував у Мережі свої фото з голим торсом, і зберігала мандат до 2013 року, програвши чергові вибори тепер уже в 27-му окрузі республіканцеві Крісу Коллінзу.
2015 року вступила на посаду віцегубернатора штату Нью-Йорк, перемігши на виборах разом із губернатором Ендрю Куомо, 2018 року їх переобрали.
На посаді віцегубернатора головувала в десяти радах з економічного розвитку, які вкладали кошти в різні проєкти у всьому штаті, а також співголовувала в цільовій групі з боротьби зі зловживанням героїном і опіоїдами. 2015 року очолювала кампанію Куомо «Enough is Enough» (Досить означає досить) проти сексуальних домагань у коледжах.

### На посаді губернатора штату Нью-Йорк
На брифінгу для преси 10 серпня 2021 року тодішній губернатор Ендрю Куомо оголосив про свою відставку з посади губернатора Нью-Йорку з 24 серпня 2021 року. Гокул офіційно присягнула 24 серпня 2021 року о 12:00 за східним часом, присягу прийняла головний суддя Нью-Йорку Джанет ДіФіоре на приватній церемонії, а пізніше цього ранку в Червоній кімнаті Капітолія штату відбувся публічний урочистий захід.
Гокул стала першою жінкою-губернатором штату. Вона також є першим губернатором з-за меж Нью-Йорку та його околиць з 1932 року (коли тодішній губернатор Франклін Делано Рузвельт залишив посаду).
12 серпня Гокул підтвердила, що планує балотуватися на повний термін губернатора 2022 року.
Деякі джерела в засобах масової інформації та експерти з питань етики висловили занепокоєння щодо потенційного конфлікту інтересів її у ролі губернатора, оскільки її чоловік, Вільям Гокул, є генеральним радником та старшим віцепрезидентом компанії Delaware North, компанії з казино та гостинності в Баффало. Компанія заявила, що йому заборонять працювати над будь-якими питаннями, що стосуються державного бізнесу, нагляду чи регулювання.
24 серпня 2021 роки після відставки Ендрю Куомо вступила на посаду губернатора штату Нью-Йорк, ставши першою в історії жінкою на цій посаді. До призначення новим губернатором віцегубернатора його обов'язки тимчасово виконувала лідерка більшості в Сенаті штату Андреа Стюарт-Казенс, котра зберегла і свою основну посаду.

## Особисте життя
Кеті Гокул одружена з Вільямом Дж. Гочулом-молодшим, колишнім адвокатом США у Західному окрузі Нью-Йорка і старшим віцепрезидентом, генеральним радником та секретарем компанії з питань гостинності та азартних ігор Delaware North. Вони проживають у Буффало і мають двох дітей.